# Bordèras de Tarba
Bordèras (en francès Bordères-sur-l'Échez) és un municipi francès situat al departament dels Alts Pirineus i a la regió d'Occitània.

## Demografia
| 1962                                       | 1968  | 1975  | 1982  | 1990  | 1999  | 2007  |
| ------------------------------------------ | ----- | ----- | ----- | ----- | ----- | ----- |
| 2.356                                      | 2.950 | 3.426 | 3.712 | 3.893 | 3.551 | 4.211 |
| Des de 1962: població sense dobles comptes |       |       |       |       |       |       |

## Administració
| Període   | Identitat        | Partit        |
| --------- | ---------------- | ------------- |
| 2001-2008 | Francis Tarissan | PS            |
| 2008-     | Christian Paul   | Divers droite |